# سورن لارسن (بازیکن فوتبال)
سورن لارسن (دانمارکی: Søren Larsen؛ زادهٔ ۶ سپتامبر ۱۹۸۱) یک بازیکن فوتبال در پست مهاجم اهل دانمارک است.

## باشگاهی
از باشگاه‌هایی که در آن بازی کرده‌است می‌توان به بروندبی، دیورگاردن، شالکه ۰۴، تولوز، باشگاه فوتبال ام‌اس‌وی دویسبورگ، فاینورد و آرهوس اشاره کرد.

## تیم ملی
وی هم‌چنین در تیم ملی فوتبال دانمارک بازی کرده است.